# Huey Lewis and the News (album)
Huey Lewis and the News è il primo ed eponimo album in studio del gruppo rock statunitense Huey Lewis and the News, pubblicato nel 1980.

## Tracce
1. Some of My Lies Are True (Sooner or Later) – 3:23
2. Don't Make Me Do It – 2:50
3. Stop Trying – 3:31
4. Now Here's You – 4:12
5. I Want You (Brian Marnell) – 2:48
6. Don't Ever Tell Me That You Love Me – 2:53
7. Hearts – 2:51
8. Trouble in Paradise – 3:11
9. Who Cares? – 3:49
10. If You Really Love Me You'll Let Me – 1:52

## Formazione (membri ufficiali)
- Huey Lewis – voce principale, armonica a bocca (1979-presente)
- Sean Hopper – tastiere, basso, voce (1979-presente)
- Bill Gibson – batteria, percussioni, voce (1979-presente)
- Johnny Colla – sassofono, chitarra elettrica, voce (1979-presente)